# Rudolf Linnemann
Rudolf Linnemann (* 27. April 1874 in Frankfurt am Main; † 19. März 1916 in Nordfrankreich) war ein deutscher Architekt, Innenarchitekt und Glasmaler.

## Leben
Linnemann war der Sohn von Alexander Linnemann, der für zahlreiche Ausmalungen und Glasmalereien an bedeutenden Kirchen wie dem Frankfurter Dom und dem Mainzer Dom sowie an bedeutenden Profanbauten verantwortlich war. Er erhielt seine erste Ausbildung bei Karl Schäfer, einem Freund seines Vaters, und studierte von 1891 bis 1894 bei diesem an der Technischen Hochschule Berlin-Charlottenburg. Anschließend lernte im väterlichen Atelier, wurde dort auch durch den Stil des Nazareners Eduard von Steinle beeinflusst, der eng mit dem Vater zusammengearbeitet hatte. Am Beginn der 1890er Jahre kamen Elemente der englische Bewegung in den deutschen Kunstbereich, so dass sich Linnemann von 1900 bis 1902 nach London begab, um neue Eindrücke zu gewinnen. Nach dem Tod des Vaters führte er dessen Arbeit gemeinsam mit seinem Bruder Otto Linnemann fort.
Rudolf Linnemann verunglückte als Hauptmann der Landwehr und Kommandeur einer Munitionskolonne im Ersten Weltkrieg tödlich bei seinem Einsatz an der Westfront.

## Werke
Er arbeitete unter anderem am Dom in Meißen, am Königsberger Dom, an der Weißfrauenkirche in Frankfurt am Main, an der Dorfkirche in Hohen Neuendorf sowie für die Erlöserkirche in Bad Homburg vor der Höhe.
Die Brüder Linnemann arbeiteten vor dem Ersten Weltkrieg sehr erfolgreich mit dem Darmstädter Architekturprosser Friedrich Pützer bei verschiedenen Baumaßnahmen zusammen. So bei der Johanniskirche in Mainz oder bei der Lutherkirche in Wiesbaden. Zu ihren Arbeiten zählten sowohl Glasmalereien als auch Dekorationen an der Innenausstattung der Gotteshäuser. Spuren von Linnemanns Tätigkeit finden sich am Steinernen Haus, am Rathaus und mehreren Kirchen oder am Haus Römerberg Nr. 38 in Frankfurt am Main.

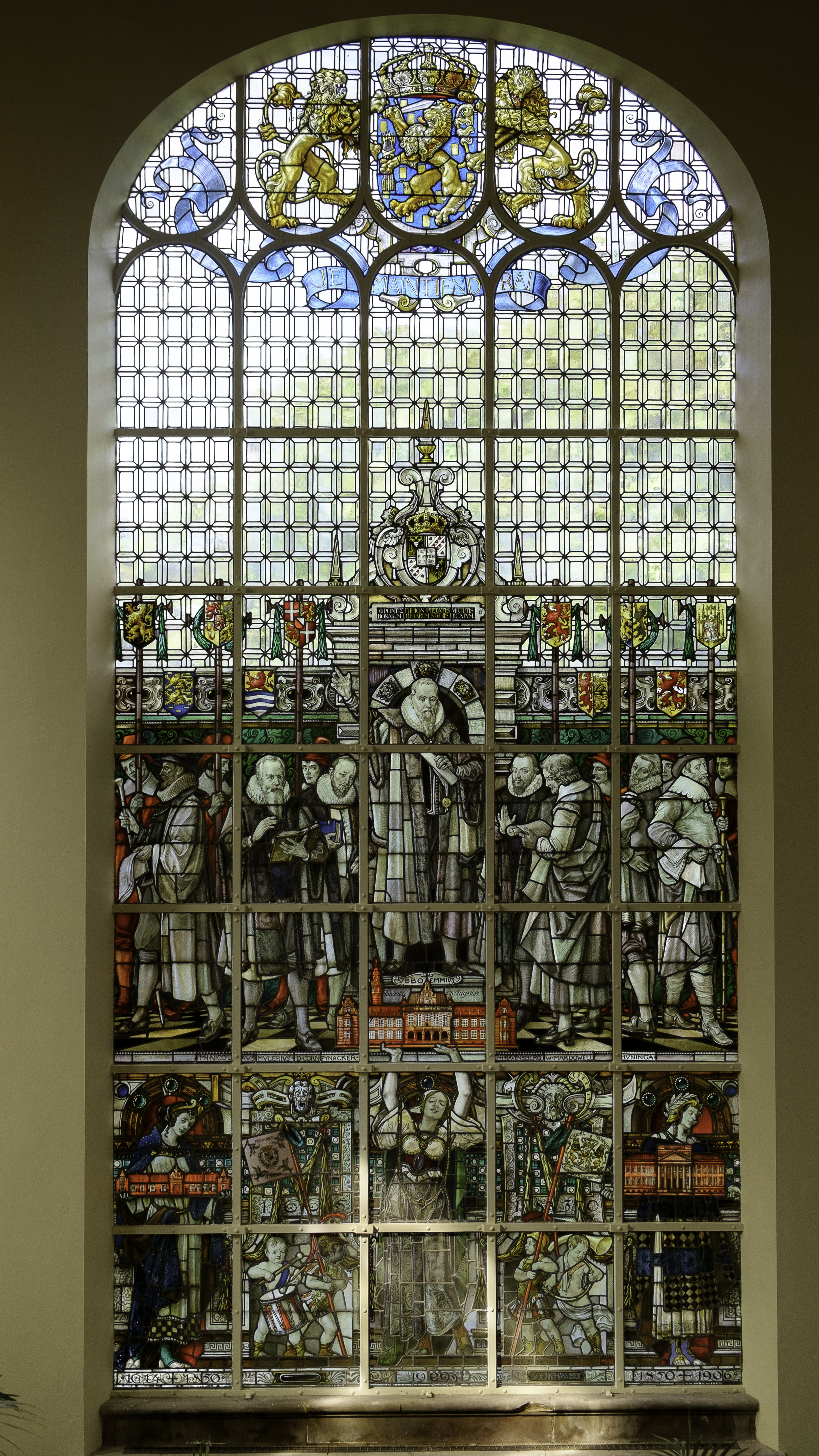
Groningen
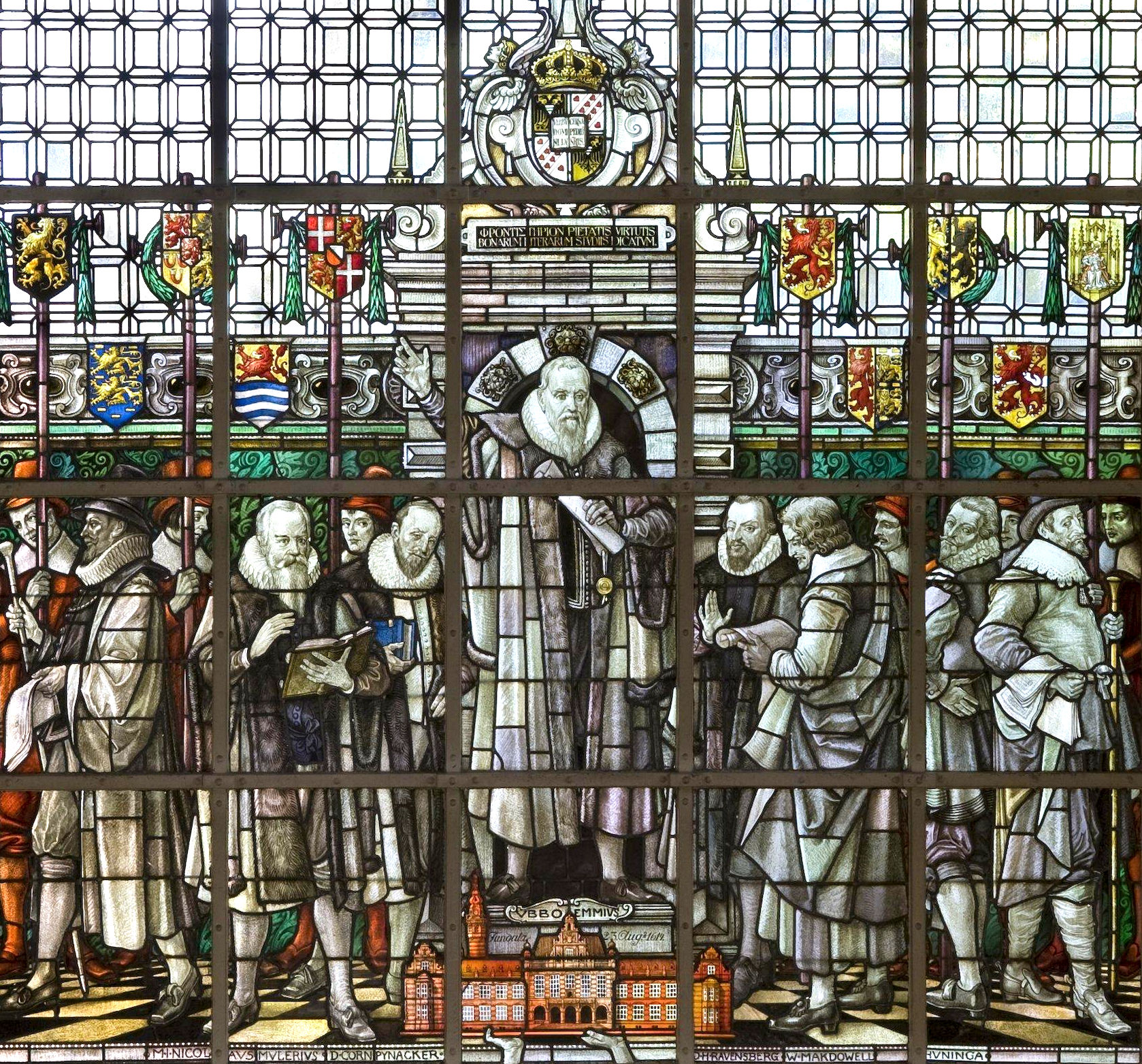
Groningen
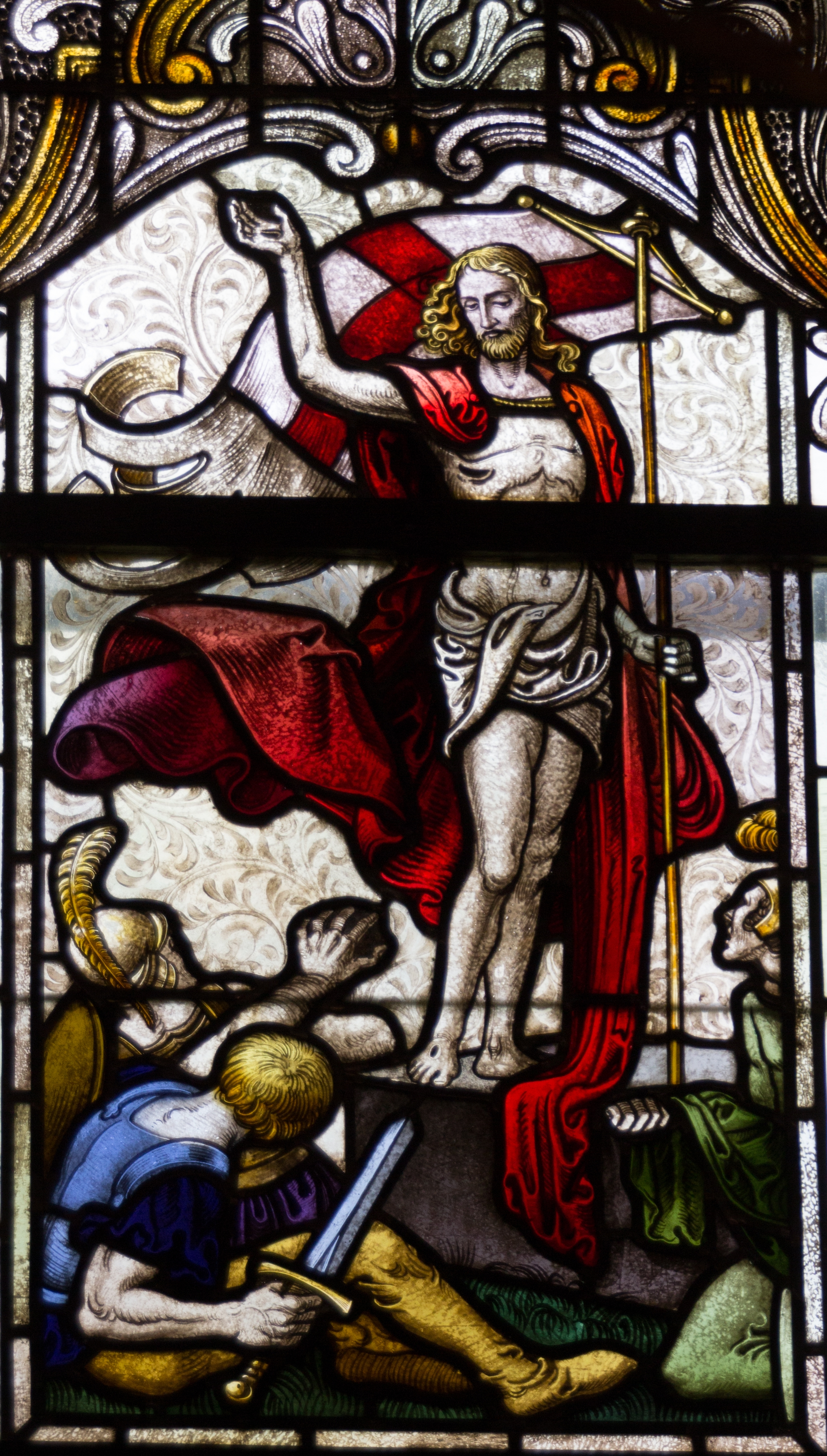
Dorfkirche Hohen-Neuendorf
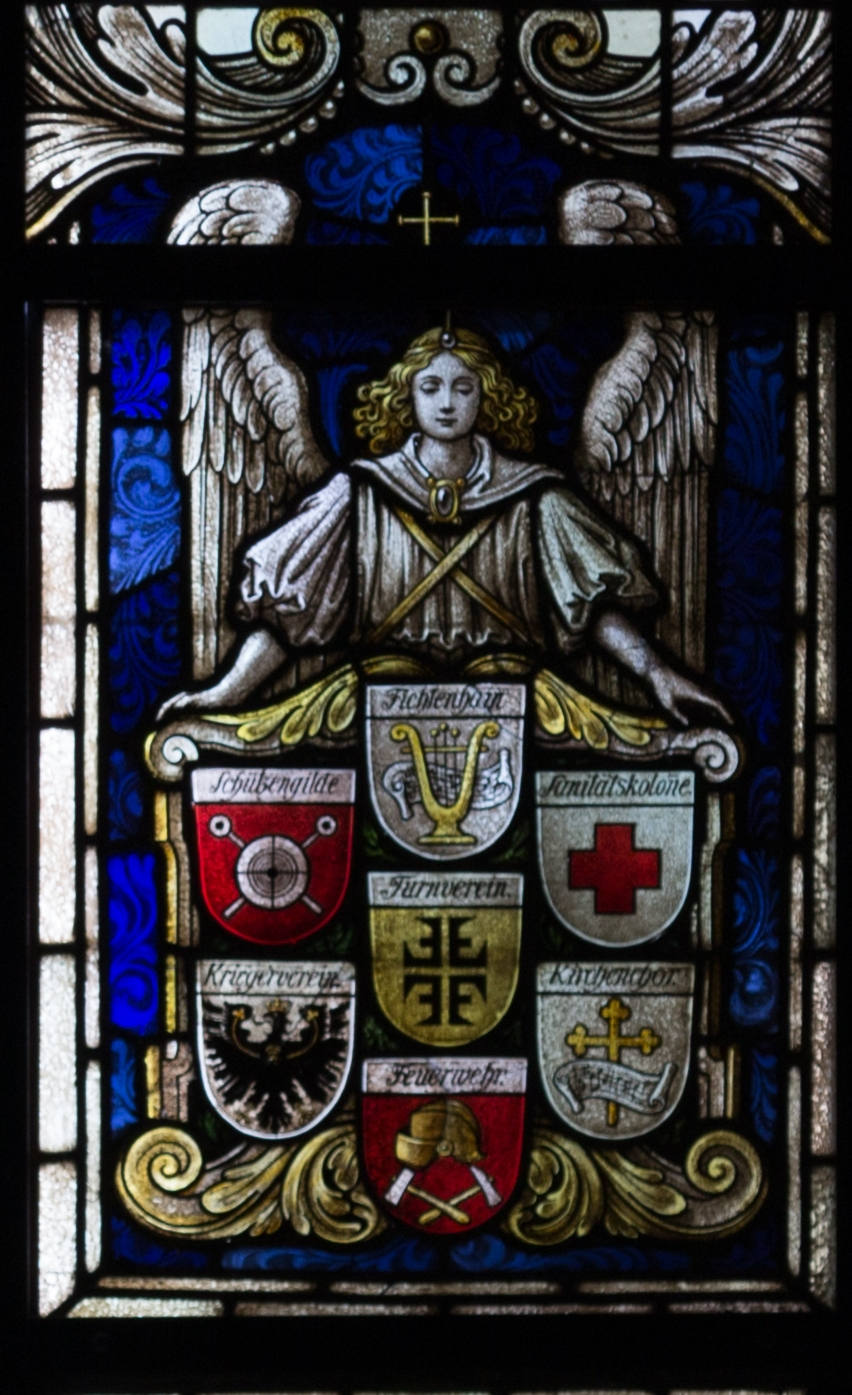
Dorfkirche Hohen-Neuendorf